# Archidiecezja Lubango
Archidiecezja Lubango – archidiecezja rzymskokatolicka w Angoli. Powstała w 1955 jako diecezja Sá da Bandeira. W 1977 otrzymała obecną nazwę i została podniesiona do rangi archidiecezji.

## Biskupi diecezjalni
- Biskupi Sá da Bandeira 
  - Bishop Altino Ribeiro de Santana:1955 – 1972

- Metropolici Lubango 
  - Abp Eurico Dias Nogueira:1972– 1977
  - kard. Alexandre do Nascimento:1977 – 1986
  - Abp Manuel Franklin da Costa:1986– 1997
  - Abp Zacarias Kamwenho:1997 – 2009
  - Abp Gabriel Mbilingi: od 2009